# Estación San José (Caleta Olivia)
La estación San José forma parte del sistema Autobuses Caleta Olivia. Debe su nombre ya que se asienta sobre la calle San José Obrero. Fue inaugurada en 2012.

## Características
Se accede al plataforma mediante una rampa. La parada incluye carteles informativos sobre el servicio y la combinaciones posibles. La parada es cubierta, cuentan con asientos de madera, rampas para facilitar la subida y paredes laterales con el fin de resguardar del viento. 

## Tragedia
El 31 de agosto de 2013 en horas de la madrugada hallan un cadáver debajo de los asientos de la estación, al parecer se trataba de un petrolero bonaerense identificado como Andrés Cecilio Amarilla, de 53 años. Donde practicaba el oficio de soldador en la empresa San Antonio.

## Colectivos

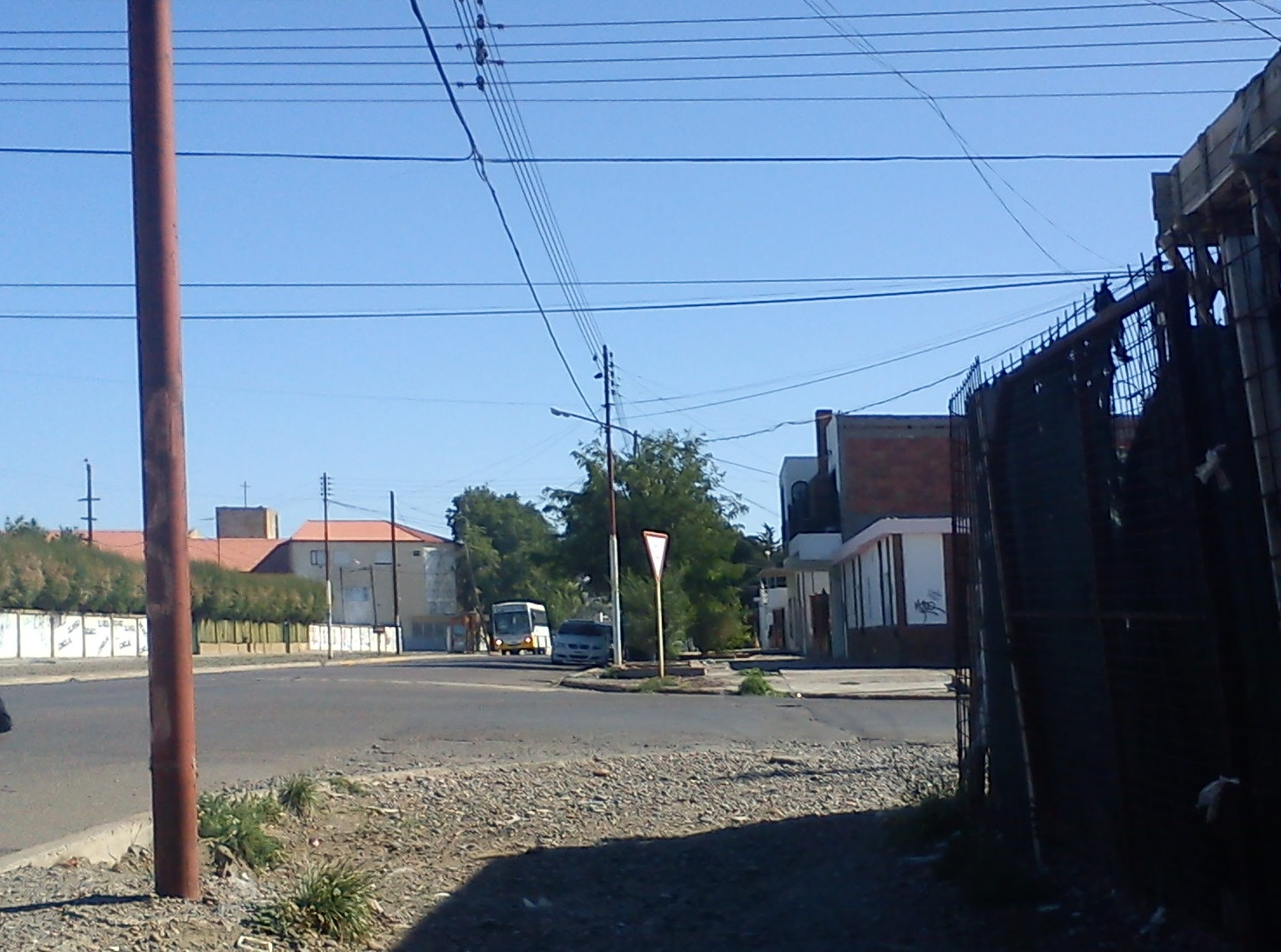
Vista del C2 en la estación

Esta estación es operada por las líneas C1, C2 y la E.